# Kim Seung-gyu (calciatore)
Kim Seung-Gyu (김승규?, 金承奎?; Ulsan, 30 settembre 1990) è un calciatore sudcoreano, portiere dell'Al-Shabab e della nazionale sudcoreana.

## Caratteristiche tecniche
Come portiere usa bene lo slancio ma anche il suo buon senso del posizionamento per eseguire delle valide parate, in varie occasioni si è dimostrato all'altezza di saper parare sia i tiri di punizione che i calci di rigore. Usa bene la respinta specialmente quando deve fronteggiare palle calciate dalla corta distanza, ma in alcune circostanze si avvale pure di una buona presa. Per difendere la propria porta sa utilizzare anche i piedi inoltre all'occorrenza non si astiene dal far valere le sue capacità pure nelle uscite.

## Carriera

### Club

#### Ulsan Hyundai e Vissel Kōbe
Ha debuttato nel campionato sudcoreano con l'Ulsan Hyundai il 22 novembre 2008 battendo ai  rigori per 4-1 il Pohang Steelers, nei primi cinque anni della sua carriera ha giocato poche partite, la squadra si è affidata al portiere titolare Kim Young-kwang, tuttavia gioca la finale della Champions League asiatica sconfiggendo per 3-0 l'Al-Ahli senza subire nemmeno una rete. È a partire dal 2013 che diventa portiere fisso. Nel 2016 si trasferirsce in Giappone militando nel club del Vissel Kobe, esordisce nella J1 League il 27 febbraio perdendo per 2-0 contro il Ventforet Kofu, ha giocato anche nella Coppa dell'Imperatore rivelandosi determinante nella vittoria contro il Montedio Yamagata vinta 5-3 ai calci di rigore, Seung-gyu infatti para il tiro dal dischetto di Masakazu Tashiro ottenendo la vittoria. Continua a giocare con il club nipponico fino al 2019, il 6 luglio gioca la sua ultima partita con il Vissel Kobe perdendo per 2-1 contro lo Shimizu S-Pulse. Torna a giocare brevemente con l'Ulsan Hyundai fino alla conclusione della stagione 2019 del campionato sudcoreano.

#### Kashiwa Reysol e Al-Shabab
Torna a giocare in Giappone, questa volta con la maglia del Kashiwa Reysol, la sua prima partita lo vede come avversario del Consadole Sapporo vincendo per 4-2. Nella Coppa J. League gioca come titolare nella semifinale vinta per 1-0 contro lo Yokohama F·Marinos, qualificandosi così per la finale persa per 2-1 contro l'FC Tokyo. Lascia il Kashiwa Reysol a metà della stagione 2022 del campionato, trasferendosi nel club saudita del Al-Shabab con la quale gioca la AFC Champions League, Seung-gyu prende parte alla partita vinta agli ottavi di finale per 2-0 contro il Nasaf Qarshi, ma ai quarti di finale perde per 2-1 contro l'Al-Duhail, Seung-gyu subisce due reti da Michael Olunga.

### Nazionale
Gioca nella nazionale della Corea del Sud Under-17 al mondiale giovanile casalingo 2007, Kim Seung-gyu è stato titolare in tutte e tre le partite giocate con un bilancio di due sconfitte e una vittoria. Con la Nazionale Under-20 gioca al mondiale di categoria Egitto 2009.
Milita pure nella Nazionale Under-23, giocando agli Asian Games, prima gioca nell'edizione Canton 2010, e successivamente all'edizione Incheon 2014 dove vince la medaglia d'oro.
Debutta con la nazionale sudcoreana il 14 agosto 2013 pareggiando per 0-0 contro il Perù, la sua partita successiva con la nazionale la gioca con il 6 settembre dello stesso anno, ottenendo questa volta una vittoria, imponendosi per 4-1 contro Haiti. Gioca nella Coppa del Mondo Brasile 2014, prende parte a una sola partita, persa per 1-0 contro il Belgio. Viene convocato per la Coppa d'Asia Australia 2015 come riserva, il titolare come portiere della Corea del Sud è Kim Jin-hyeon, ottengono la medaglia d'argento, Seung-gyu gioca una sola partita, vincendo per 1-0 ai danni del Kuwait.
La Corea del Sud nel 2015 vince la Coppa dell'Asia orientale, Kim Seung-gyu è stato titolare in tutte e tre le partite, pareggiando per 0-0 con la Corea del Nord e per 1-1 con il Giappone, oltre a vincere per 2-0 contro la Cina. Prende parte attivamente alle qualificazioni per il mondiale Russia 2018, tuttavia ottenuta la qualificazione, non partecipa a nessuna partita, il portiere titolare infatti è Jo Hyeon-woo.
Diventa titolare nella Coppa d'Asia Emirati Arabi Uniti 2019, Seung-gyu gioca tutte le partite, fino ai quarti di finale, perdendo per 1-0 contro il Qatar. È ancora titolare, questa volta alla Coppa del Mondo Qatar 2022, gioca tutte e quattro le partite, fino agli ottavi di finale persi contro il Brasile per 4-1.

## Statistiche

### Cronologia presenze e reti in nazionale
| Cronologia completa delle presenze e delle reti in nazionale ― Corea del Sud | Cronologia completa delle presenze e delle reti in nazionale ― Corea del Sud | Cronologia completa delle presenze e delle reti in nazionale ― Corea del Sud | Cronologia completa delle presenze e delle reti in nazionale ― Corea del Sud | Cronologia completa delle presenze e delle reti in nazionale ― Corea del Sud | Cronologia completa delle presenze e delle reti in nazionale ― Corea del Sud | Cronologia completa delle presenze e delle reti in nazionale ― Corea del Sud | Cronologia completa delle presenze e delle reti in nazionale ― Corea del Sud |
| Data                                                                         | Città                                                                        | In casa                                                                      | Risultato                                                                    | Ospiti                                                                       | Competizione                                                                 | Reti                                                                         | Note                                                                         |
| ---------------------------------------------------------------------------- | ---------------------------------------------------------------------------- | ---------------------------------------------------------------------------- | ---------------------------------------------------------------------------- | ---------------------------------------------------------------------------- | ---------------------------------------------------------------------------- | ---------------------------------------------------------------------------- | ---------------------------------------------------------------------------- |
| 14-8-2013                                                                    | Suwon                                                                        | Corea del Sud                                                                | 0 – 0                                                                        | Perù                                                                         | Amichevole                                                                   | -                                                                            |                                                                              |
| 6-9-2013                                                                     | Incheon                                                                      | Corea del Sud                                                                | 4 – 1                                                                        | Haiti                                                                        | Amichevole                                                                   | -1                                                                           |                                                                              |
| 15-11-2013                                                                   | Seul                                                                         | Corea del Sud                                                                | 2 – 1                                                                        | Svizzera                                                                     | Amichevole                                                                   | -1                                                                           |                                                                              |
| 26-1-2014                                                                    | Los Angeles                                                                  | Corea del Sud                                                                | 0 – 1                                                                        | Costa Rica                                                                   | Amichevole                                                                   | -                                                                            |                                                                              |
| 29-1-2014                                                                    | San Antonio                                                                  | Messico                                                                      | 4 – 0                                                                        | Corea del Sud                                                                | Amichevole                                                                   | -4                                                                           |                                                                              |
| 26-6-2014                                                                    | San Paolo                                                                    | Corea del Sud                                                                | 0 – 1                                                                        | Belgio                                                                       | Mondiali 2014 - 1º turno                                                     | -1                                                                           |                                                                              |
| 14-10-2014                                                                   | Seul                                                                         | Corea del Sud                                                                | 1 – 3                                                                        | Costa Rica                                                                   | Amichevole                                                                   | -3                                                                           |                                                                              |
| 4-1-2015                                                                     | Parramatta                                                                   | Arabia Saudita                                                               | 0 – 2                                                                        | Corea del Sud                                                                | Amichevole                                                                   | -                                                                            | 46’                                                                          |
| 13-1-2015                                                                    | Canberra                                                                     | Kuwait                                                                       | 0 – 1                                                                        | Corea del Sud                                                                | Coppa d'Asia 2015 - 1º turno                                                 | -                                                                            |                                                                              |
| 27-3-2015                                                                    | Daejeon                                                                      | Corea del Sud                                                                | 1 – 1                                                                        | Uzbekistan                                                                   | Amichevole                                                                   | -1                                                                           |                                                                              |
| 11-6-2015                                                                    | Kuala Lumpur                                                                 | Corea del Sud                                                                | 3 – 0                                                                        | Emirati Arabi Uniti                                                          | Amichevole                                                                   | -                                                                            |                                                                              |
| 16-6-2015                                                                    | Bangkok                                                                      | Birmania                                                                     | 0 – 2                                                                        | Corea del Sud                                                                | Qual. Mondiali 2018                                                          | -                                                                            |                                                                              |
| 2-8-2015                                                                     | Wuhan                                                                        | Cina                                                                         | 0 – 2                                                                        | Corea del Sud                                                                | Coppa dell'Asia orientale 2015                                               | -                                                                            |                                                                              |
| 5-8-2015                                                                     | Wuhan                                                                        | Giappone                                                                     | 1 – 1                                                                        | Corea del Sud                                                                | Coppa dell'Asia orientale 2015                                               | -1                                                                           |                                                                              |
| 9-8-2015                                                                     | Wuhan                                                                        | Corea del Sud                                                                | 0 – 0                                                                        | Corea del Nord                                                               | Coppa dell'Asia orientale 2015                                               | -                                                                            |                                                                              |
| 8-9-2015                                                                     | Sidone                                                                       | Libano                                                                       | 0 – 3                                                                        | Corea del Sud                                                                | Qual. Mondiali 2018                                                          | -                                                                            |                                                                              |
| 8-10-2015                                                                    | Al Kuwait                                                                    | Kuwait                                                                       | 0 – 1                                                                        | Corea del Sud                                                                | Qual. Mondiali 2018                                                          | -                                                                            |                                                                              |
| 12-11-2015                                                                   | Suwon                                                                        | Corea del Sud                                                                | 4 – 0                                                                        | Birmania                                                                     | Qual. Mondiali 2018                                                          | -                                                                            |                                                                              |
| 27-3-2016                                                                    | Bangkok                                                                      | Thailandia                                                                   | 0 – 1                                                                        | Corea del Sud                                                                | Amichevole                                                                   | -                                                                            |                                                                              |
| 6-9-2016                                                                     | Seremban                                                                     | Siria                                                                        | 0 – 0                                                                        | Corea del Sud                                                                | Qual. Mondiali 2018                                                          | -                                                                            |                                                                              |
| 6-10-2016                                                                    | Suwon                                                                        | Corea del Sud                                                                | 3 – 2                                                                        | Qatar                                                                        | Qual. Mondiali 2018                                                          | -2                                                                           |                                                                              |
| 11-10-2016                                                                   | Teheran                                                                      | Iran                                                                         | 1 – 0                                                                        | Corea del Sud                                                                | Qual. Mondiali 2018                                                          | -1                                                                           |                                                                              |
| 15-11-2016                                                                   | Seul                                                                         | Corea del Sud                                                                | 2 – 1                                                                        | Uzbekistan                                                                   | Qual. Mondiali 2018                                                          | -1                                                                           |                                                                              |
| 7-6-2017                                                                     | Emirato di Ras al-Khaima                                                     | Iraq                                                                         | 0 – 0                                                                        | Corea del Sud                                                                | Amichevole                                                                   | -                                                                            |                                                                              |
| 31-8-2017                                                                    | Seul                                                                         | Corea del Sud                                                                | 0 – 0                                                                        | Iran                                                                         | Qual. Mondiali 2018                                                          | -                                                                            |                                                                              |
| 5-9-2017                                                                     | Tashkent                                                                     | Uzbekistan                                                                   | 0 – 0                                                                        | Corea del Sud                                                                | Qual. Mondiali 2018                                                          | -                                                                            |                                                                              |
| 7-10-2017                                                                    | Mosca                                                                        | Russia                                                                       | 4 – 2                                                                        | Corea del Sud                                                                | Amichevole                                                                   | -4                                                                           |                                                                              |
| 10-11-2017                                                                   | Suwon                                                                        | Corea del Sud                                                                | 2 – 1                                                                        | Colombia                                                                     | Amichevole                                                                   | -1                                                                           |                                                                              |
| 30-1-2018                                                                    | Adalia                                                                       | Giamaica                                                                     | 2 – 2                                                                        | Corea del Sud                                                                | Amichevole                                                                   | -2                                                                           |                                                                              |
| 3-2-2018                                                                     | Aksu                                                                         | Corea del Sud                                                                | 1 – 0                                                                        | Lettonia                                                                     | Amichevole                                                                   | -                                                                            |                                                                              |
| 24-3-2018                                                                    | Belfast                                                                      | Irlanda del Nord                                                             | 2 – 1                                                                        | Corea del Sud                                                                | Amichevole                                                                   | -2                                                                           |                                                                              |
| 27-3-2018                                                                    | Chorzów                                                                      | Polonia                                                                      | 3 – 2                                                                        | Corea del Sud                                                                | Amichevole                                                                   | -3                                                                           |                                                                              |
| 1-6-2018                                                                     | Jeonju                                                                       | Corea del Sud                                                                | 1 – 3                                                                        | Bosnia ed Erzegovina                                                         | Amichevole                                                                   | -3                                                                           |                                                                              |
| 7-6-2018                                                                     | Innsbruck                                                                    | Corea del Sud                                                                | 0 – 0                                                                        | Bolivia                                                                      | Amichevole                                                                   | -                                                                            | 46’                                                                          |
| 7-9-2018                                                                     | Goyang                                                                       | Corea del Sud                                                                | 2 – 0                                                                        | Costa Rica                                                                   | Amichevole                                                                   | -                                                                            |                                                                              |
| 12-10-2018                                                                   | Seul                                                                         | Corea del Sud                                                                | 2 – 1                                                                        | Uruguay                                                                      | Amichevole                                                                   | -1                                                                           |                                                                              |
| 17-11-2018                                                                   | Brisbane                                                                     | Australia                                                                    | 1 – 1                                                                        | Corea del Sud                                                                | Amichevole                                                                   | -1                                                                           |                                                                              |
| 31-12-2018                                                                   | Abu Dhabi                                                                    | Arabia Saudita                                                               | 0 – 0                                                                        | Corea del Sud                                                                | Amichevole                                                                   | -                                                                            |                                                                              |
| 7-1-2019                                                                     | Dubai                                                                        | Corea del Sud                                                                | 1 – 0                                                                        | Filippine                                                                    | Coppa d'Asia 2019 - 1º turno                                                 | -                                                                            |                                                                              |
| 11-1-2019                                                                    | al-'Ayn                                                                      | Kirghizistan                                                                 | 0 – 1                                                                        | Corea del Sud                                                                | Coppa d'Asia 2019 - 1º turno                                                 | -                                                                            |                                                                              |
| 16-1-2019                                                                    | Abu Dhabi                                                                    | Corea del Sud                                                                | 2 – 0                                                                        | Cina                                                                         | Coppa d'Asia 2019 - 1º turno                                                 | -                                                                            |                                                                              |
| 22-1-2019                                                                    | Dubai                                                                        | Corea del Sud                                                                | 2 – 1 dts                                                                    | Bahrein                                                                      | Coppa d'Asia 2019 - Ottavi di finale                                         | -1                                                                           |                                                                              |
| 25-1-2019                                                                    | Abu Dhabi                                                                    | Corea del Sud                                                                | 0 – 1                                                                        | Qatar                                                                        | Coppa d'Asia 2019 - Quarti di finale                                         | -1                                                                           |                                                                              |
| 22-3-2019                                                                    | Ulsan                                                                        | Corea del Sud                                                                | 1 – 0                                                                        | Bolivia                                                                      | Amichevole                                                                   | -                                                                            |                                                                              |
| 7-6-2019                                                                     | Pusan                                                                        | Corea del Sud                                                                | 1 – 0                                                                        | Australia                                                                    | Amichevole                                                                   | -                                                                            |                                                                              |
| 10-9-2019                                                                    | Aşgabat                                                                      | Turkmenistan                                                                 | 0 – 2                                                                        | Corea del Sud                                                                | Qual. Mondiali 2022                                                          | -                                                                            |                                                                              |
| 15-10-2019                                                                   | Pyongyang                                                                    | Corea del Nord                                                               | 0 – 0                                                                        | Corea del Sud                                                                | Qual. Mondiali 2022                                                          | -                                                                            |                                                                              |
| 14-11-2019                                                                   | Beirut                                                                       | Libano                                                                       | 0 – 0                                                                        | Corea del Sud                                                                | Qual. Mondiali 2022                                                          | -                                                                            |                                                                              |
| 18-12-2019                                                                   | Busan                                                                        | Corea del Sud                                                                | 1 – 0                                                                        | Giappone                                                                     | Coppa dell'Asia orientale 2019                                               | -                                                                            |                                                                              |
| 25-3-2021                                                                    | Yokohama                                                                     | Giappone                                                                     | 3 – 0                                                                        | Corea del Sud                                                                | Amichevole                                                                   | -1                                                                           | 46’                                                                          |
| 5-6-2021                                                                     | Goyang                                                                       | Corea del Sud                                                                | 5 – 0                                                                        | Turkmenistan                                                                 | Qual. Mondiali 2022                                                          | -                                                                            |                                                                              |
| 12-6-2021                                                                    | Goyang                                                                       | Corea del Sud                                                                | 2 – 1                                                                        | Libano                                                                       | Qual. Mondiali 2022                                                          | -1                                                                           |                                                                              |
| 2-9-2021                                                                     | Seul                                                                         | Corea del Sud                                                                | 0 – 0                                                                        | Iraq                                                                         | Qual. Mondiali 2022                                                          | -                                                                            |                                                                              |
| 7-9-2021                                                                     | Suwon                                                                        | Corea del Sud                                                                | 1 – 0                                                                        | Libano                                                                       | Qual. Mondiali 2022                                                          | -                                                                            |                                                                              |
| 7-10-2021                                                                    | Seul                                                                         | Corea del Sud                                                                | 2 – 1                                                                        | Siria                                                                        | Qual. Mondiali 2022                                                          | -1                                                                           |                                                                              |
| 12-10-2021                                                                   | Teheran                                                                      | Iran                                                                         | 1 – 1                                                                        | Corea del Sud                                                                | Qual. Mondiali 2022                                                          | -1                                                                           |                                                                              |
| 11-11-2021                                                                   | Goyang                                                                       | Corea del Sud                                                                | 1 – 0                                                                        | Emirati Arabi Uniti                                                          | Qual. Mondiali 2022                                                          | -                                                                            |                                                                              |
| 16-11-2021                                                                   | Doha                                                                         | Iraq                                                                         | 0 – 3                                                                        | Corea del Sud                                                                | Qual. Mondiali 2022                                                          | -                                                                            |                                                                              |
| 21-1-2022                                                                    | Boztepe                                                                      | Moldavia                                                                     | 0 – 4                                                                        | Corea del Sud                                                                | Amichevole                                                                   | -                                                                            |                                                                              |
| 27-1-2022                                                                    | Sidone                                                                       | Libano                                                                       | 0 – 1                                                                        | Corea del Sud                                                                | Qual. Mondiali 2022                                                          | -                                                                            |                                                                              |
| 1-2-2022                                                                     | Dubai                                                                        | Siria                                                                        | 0 – 2                                                                        | Corea del Sud                                                                | Qual. Mondiali 2022                                                          | -                                                                            |                                                                              |
| 24-3-2022                                                                    | Seul                                                                         | Corea del Sud                                                                | 2 – 0                                                                        | Iran                                                                         | Qual. Mondiali 2022                                                          | -                                                                            |                                                                              |
| 2-6-2022                                                                     | Seul                                                                         | Corea del Sud                                                                | 1 – 5                                                                        | Brasile                                                                      | Amichevole                                                                   | -5                                                                           |                                                                              |
| 6-6-2022                                                                     | Daejeon                                                                      | Corea del Sud                                                                | 2 – 0                                                                        | Cile                                                                         | Amichevole                                                                   | -                                                                            |                                                                              |
| 14-6-2022                                                                    | Seul                                                                         | Corea del Sud                                                                | 4 – 1                                                                        | Egitto                                                                       | Amichevole                                                                   | -1                                                                           |                                                                              |
| 23-9-2022                                                                    | Goyang                                                                       | Corea del Sud                                                                | 2 – 2                                                                        | Costa Rica                                                                   | Amichevole                                                                   | -2                                                                           |                                                                              |
| 27-9-2022                                                                    | Seul                                                                         | Corea del Sud                                                                | 1 – 0                                                                        | Camerun                                                                      | Amichevole                                                                   | -                                                                            |                                                                              |
| 11-11-2022                                                                   | Hwaseong                                                                     | Corea del Sud                                                                | 1 – 0                                                                        | Islanda                                                                      | Amichevole                                                                   | -                                                                            |                                                                              |
| 24-11-2022                                                                   | Al Rayyan                                                                    | Uruguay                                                                      | 0 – 0                                                                        | Corea del Sud                                                                | Mondiali 2022 - 1º turno                                                     | -                                                                            |                                                                              |
| 28-11-2022                                                                   | Al Rayyan                                                                    | Corea del Sud                                                                | 2 – 3                                                                        | Ghana                                                                        | Mondiali 2022 - 1º turno                                                     | -3                                                                           |                                                                              |
| 2-12-2022                                                                    | Al Rayyan                                                                    | Corea del Sud                                                                | 2 – 1                                                                        | Portogallo                                                                   | Mondiali 2022 - 1º turno                                                     | -1                                                                           |                                                                              |
| 5-12-2022                                                                    | Doha                                                                         | Brasile                                                                      | 4 – 1                                                                        | Corea del Sud                                                                | Mondiali 2022 - Ottavi di finale                                             | -4                                                                           |                                                                              |
| 24-3-2023                                                                    | Ulsan                                                                        | Corea del Sud                                                                | 2 – 2                                                                        | Colombia                                                                     | Amichevole                                                                   | -2                                                                           |                                                                              |
| 15-6-2023                                                                    | Busan                                                                        | Corea del Sud                                                                | 0 – 1                                                                        | Perù                                                                         | Amichevole                                                                   | -1                                                                           | cap.                                                                         |
| 20-6-2023                                                                    | Daejeon                                                                      | Corea del Sud                                                                | 1 – 1                                                                        | El Salvador                                                                  | Amichevole                                                                   | -1                                                                           | cap.                                                                         |
| 7-9-2023                                                                     | Cardiff                                                                      | Galles                                                                       | 0 – 0                                                                        | Corea del Sud                                                                | Amichevole                                                                   | -                                                                            |                                                                              |
| 12-9-2023                                                                    | Newcastle upon Tyne                                                          | Corea del Sud                                                                | 1 – 0                                                                        | Arabia Saudita                                                               | Amichevole                                                                   | -                                                                            |                                                                              |
| 13-10-2023                                                                   | Seul                                                                         | Corea del Sud                                                                | 4 – 0                                                                        | Tunisia                                                                      | Amichevole                                                                   | -                                                                            |                                                                              |
| 16-11-2023                                                                   | Seul                                                                         | Corea del Sud                                                                | 5 – 0                                                                        | Singapore                                                                    | Qual. Mondiali 2026                                                          | -                                                                            |                                                                              |
| 21-11-2023                                                                   | Shenzhen                                                                     | Cina                                                                         | 0 – 3                                                                        | Corea del Sud                                                                | Qual. Mondiali 2026                                                          | -                                                                            |                                                                              |
| 6-1-2024                                                                     | Abu Dhabi                                                                    | Iraq                                                                         | 0 – 1                                                                        | Corea del Sud                                                                | Amichevole                                                                   | -                                                                            |                                                                              |
| 15-1-2024                                                                    | Doha                                                                         | Corea del Sud                                                                | 3 – 1                                                                        | Bahrein                                                                      | Coppa d'Asia 2023 - 1º turno                                                 | -1                                                                           |                                                                              |
| Totale                                                                       |                                                                              | Presenze                                                                     | 82                                                                           |                                                                              | Reti                                                                         | -60                                                                          |                                                                              |

## Palmarès

### Club

#### Competizioni nazionali
- Coppa di Lega sudcoreana: 1

Ulsan Hyundai: 2011

#### Competizioni internazionali
- AFC Champions League: 1

Ulsan Hyundai: 2012

### Nazionale
- Giochi asiatici: 2

 2010;  2014
- Coppa dell'Asia orientale: 2

2015, 2019